# Begraafpark Mechelsepoort

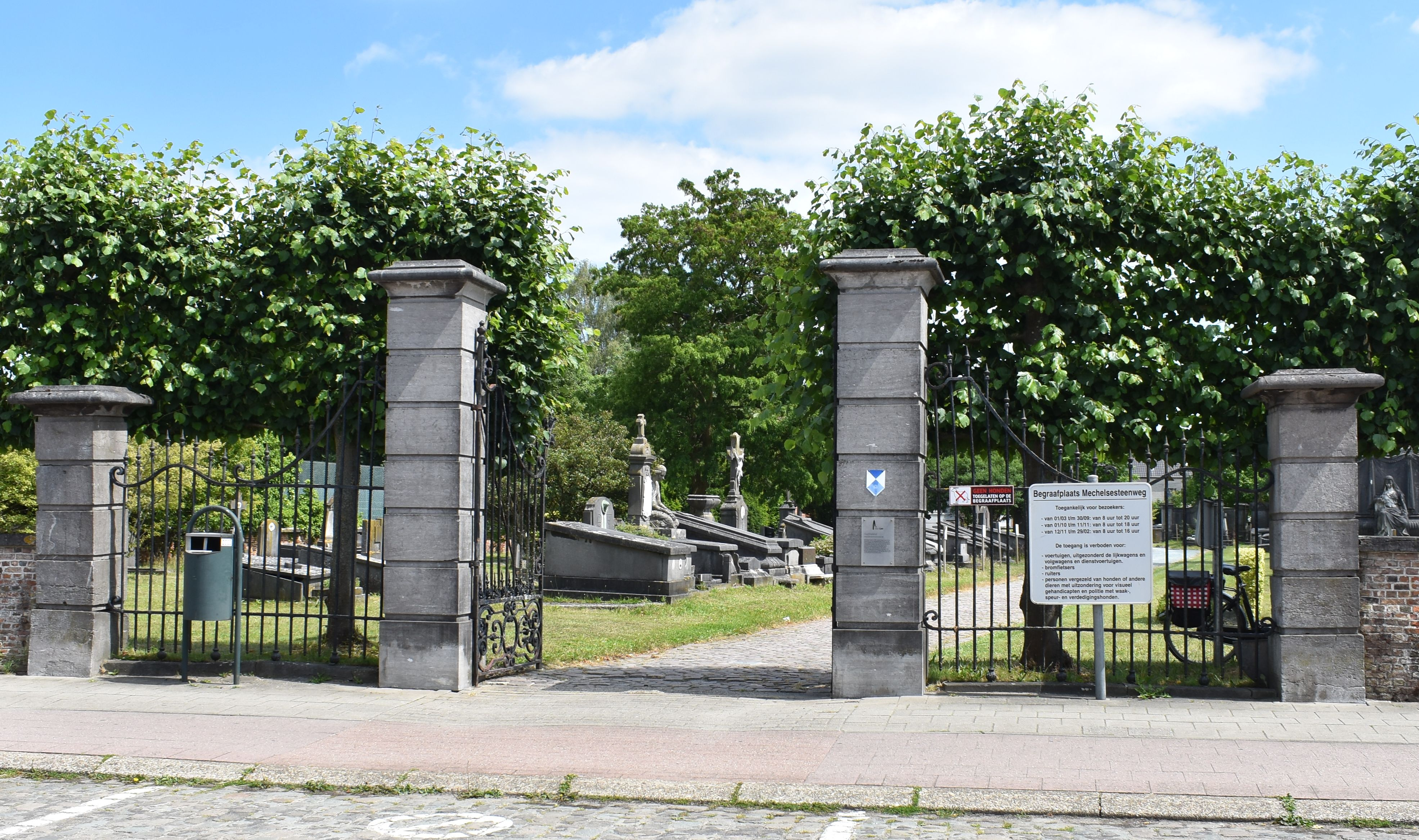
Toegangspoort (smeedijzer, arduinen pijlers).

Het Begraafpark Mechelsepoort of de Begraafplaats Mechelsepoort, soms ook Oud Kerkhof genoemd, is een begraafplaats aan de Mechelsesteenweg 105-107 te Lier (België). De begraafplaats ontstond in 1787, kort na het decreet van Keizer Jozef II uit 1784 dat begraving in het stadscentrum, rond de kerken, verbood, en werd in 1918 opgevolgd door een alweer verder van het centrum gelegen nieuwe plek, de Begraafplaats Kloosterheide. 
Het kerkhof is bijna 1 hectare groot (9961 m²), en is voor het publiek toegankelijk van 8 uur tot 20 uur (01/03 t/m 30/09), tot 18 uur (van 01/10 t/m 11/11), of tot 16 uur (12/11 t/m 29/02). De begraafplaats werd op 24 oktober 1985 erkend als beschermd monument, en op 29 maart 2019 als vastgesteld bouwkundig erfgoed. Sedertdien werd het omgevormd tot park, met gras in plaats van kiezelpaden. Begravingen waren al langer beperkt tot de bestaande concessies.
Vele prominente Lierenaars, overleden in de 19e en de 20e eeuw, liggen er begraven, onder soms imposante grafmonumenten. Onder hen onder meer de schrijver Anton Bergmann, en kunstsmid Lodewijk Van Boeckel.
In 2021 plaatste het gemeentebestuur bij verschillende graven bordjes met de melding “concessie vervallen”, meestal tegen augustus 2022.

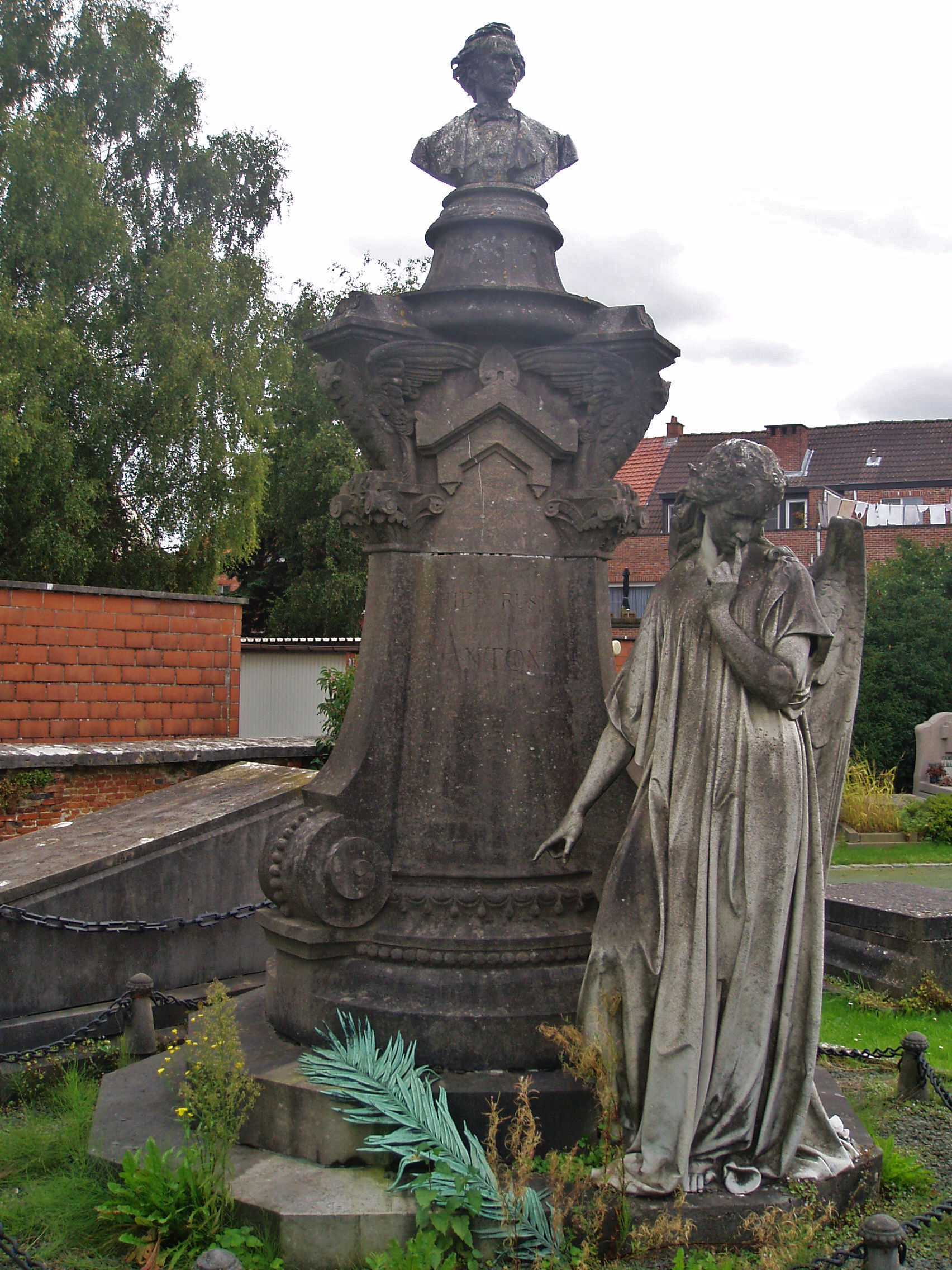
Anton Bergmann (monument door Joseph Willems)
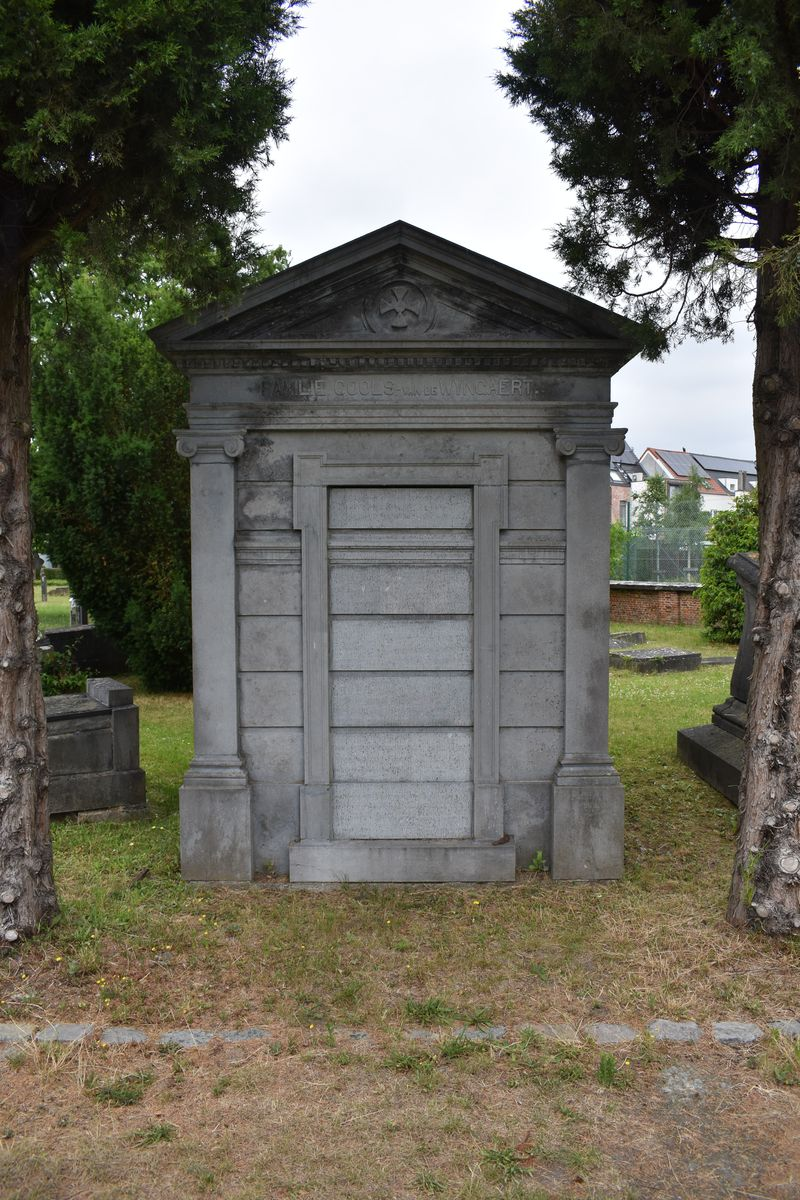
Cools-Vanden Wyngaert
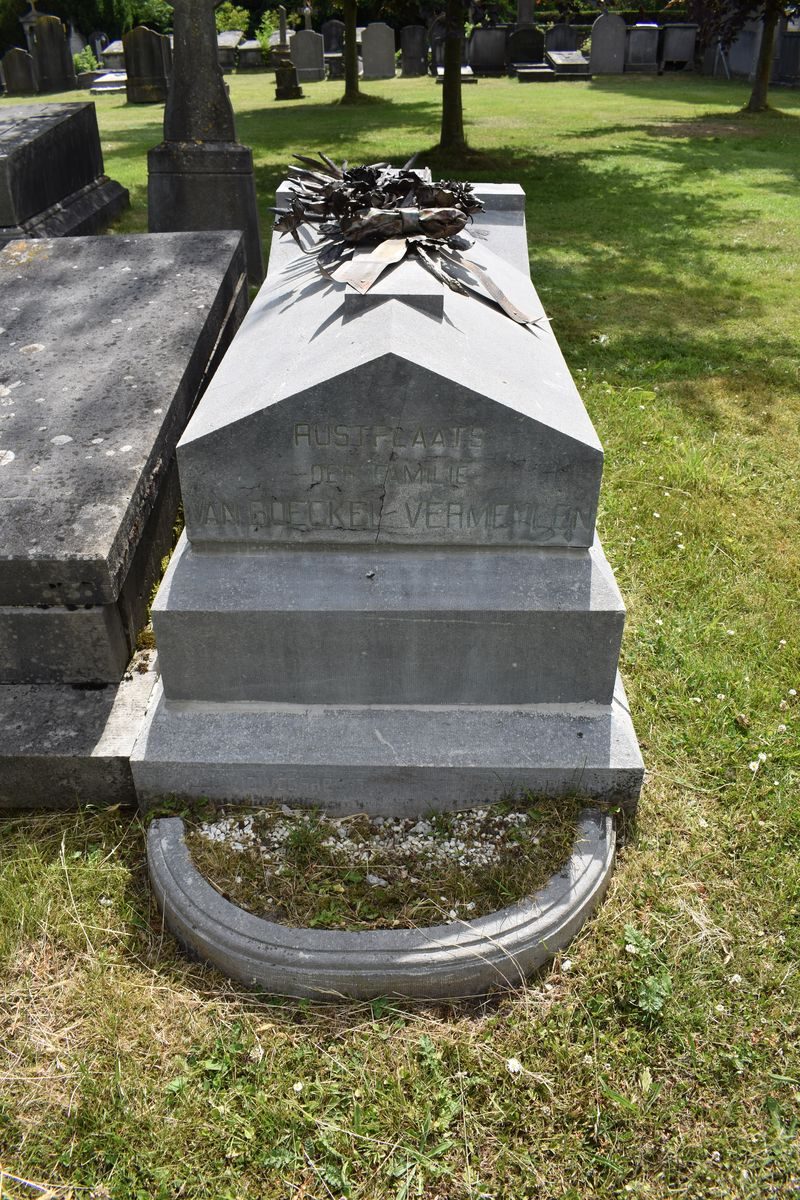
Louis Van Boeckel
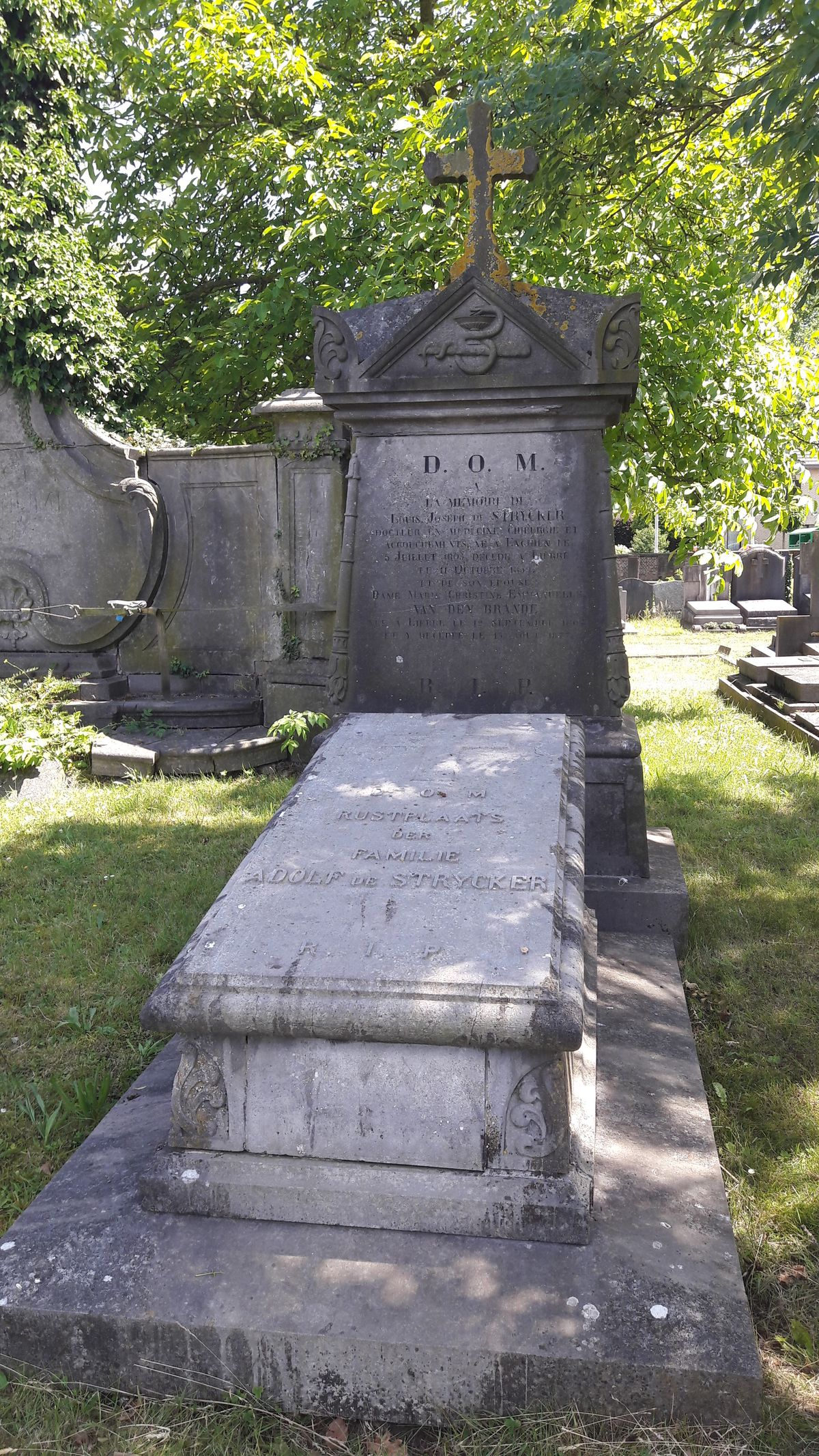
De Strycker-Van den Brande
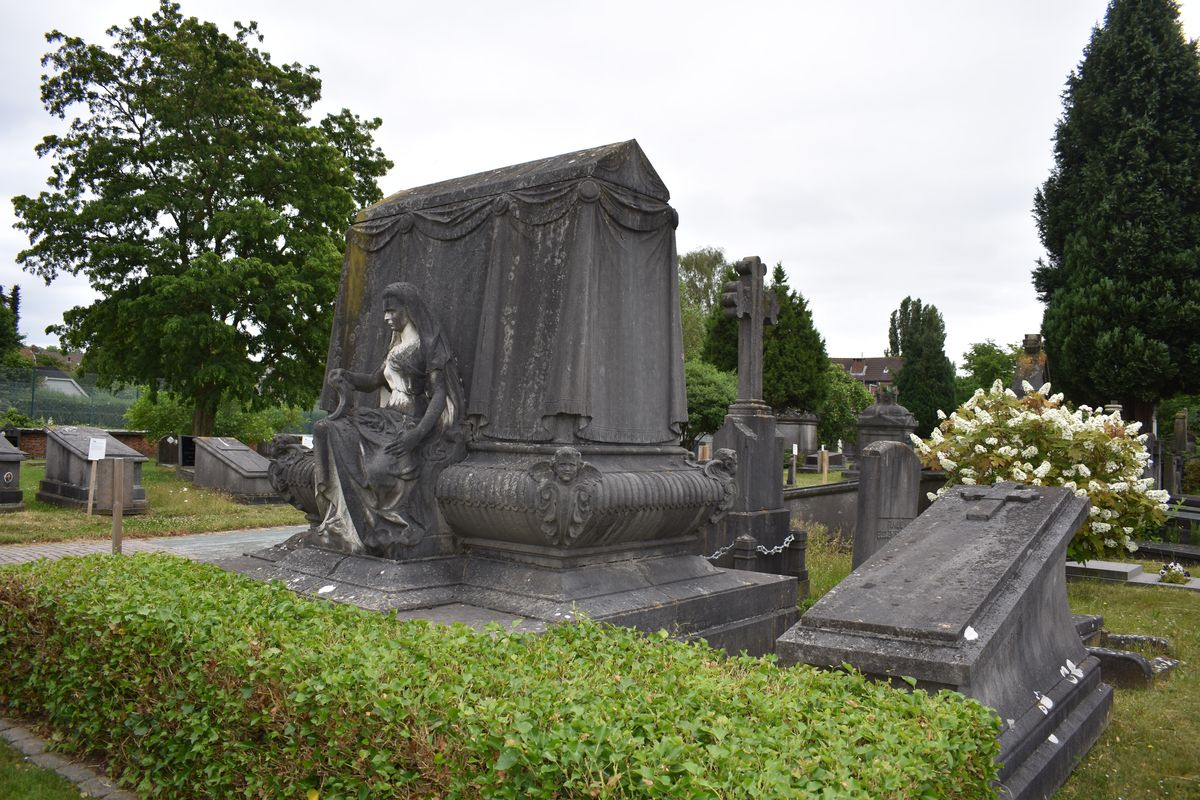
Sarcofaag Verberckt-Eyskens